# Ivan Něprjajev
Ivan Nikolajevič Něprjajev (Иван Николаевич Непряев; * 4. února 1982 v Jaroslavli) je bývalý ruský hokejový útočník. Od roku 2017 pracuje jako evropský skaut pro klub Minnesota Wild.

## Hráčská kariéra
Svou hokejovou kariéru začal v ruské Jaroslavli, ještě pod názvem Torpedo Jaroslavl. Za Torpedo v B-týmu si v ročníku 1997/98 prožil debut ve druhé nejvyšší ruské lize pod názvem Vysšaja chokkejnaja liga. V následujícím ročníku odehrál v lize Vysšaja patnáct zápasů. Po sezóně klub sestoupil do třetí nejvyšší ruské ligy Pervaja liga. Po skončení ročníku 1999/2000 odletěl do zámoří, kde se zúčastnil draftu, vybral si ho klub Washington Capitals v pátém kole ze 163. místa, ale v zámoří nikdy nehrál.
Po draftu se vrátil zpět do mateřského týmu, který se přejmenoval na Lokomotiv Jaroslavl. S Lokomotivou získaliv ročníkach 2001/02 a 2002/03 titul. Po druhém titulu si klub zahrál v šestém ročníku kontinentálním poháru, Lokomotiva Jaroslavl se umístil na druhem místě. V roce 2005 si zahrál poprvé v mistrovství světa, a s ruskou reprezentaci vybojovali bronzové medaile. V roce 2007 si podruhé zahrál v mistrovství světa, kde opět s ruskou reprezentaci vybojovali bronzové medaile. V posledním ročníku závěrečné ligy v Superlize odehrál rovněž poslední zápas za mateřský tým, se kterým skončil na druhem místě. Po tomto úspěchu změnil po osmi sezónách klub, přestoupil do HK Dynamo Moskva, kde hrával až do roku 2010.
V létě roku 2010 se spojil klub HC MVD Balašicha s OHK Dynamo Moskva ale do nové sezóny 2010/11 odešel do klubu Atlant Mytišči, se kterým odehrál celý ročník. S Atlantou Mytišči se dostali až do finále playoff KHL. Po tomto úspěchu přestoupil v červnu 2011 do klubu SKA Petrohrad.

## Prvenství
- Debut v KHL - 3. září 2008 (HK Sibir Novosibirsk proti HK Dynamo Moskva)
- První gól v KHL - 3. září 2008 (HK Sibir Novosibirsk proti HK Dynamo Moskva, kanadskému brankáři Tom Lawson)
- První asistence v KHL - 13. září 2008 (Viťaz Čechov proti HK Dynamo Moskva)

## Klubová statistika
| Sezóna       | Klub                  | Soutěž       |     | Základní část | Základní část | Základní část | Základní část | Základní část |   | Play off | Play off | Play off | Play off | Play off |
| Sezóna       | Klub                  | Soutěž       | Z   | G             | A             | B             | TM            | Z             | G | A        | B        | TM       |          |          |
| 1997/1998    | Torpedo Jaroslavl-2   | RVL          | 6   | 0             | 0             | 0             | 0             | —             | — | —        | —        | —        |          |          |
| 1998/1999    | Torpedo Jaroslavl-2   | RVL          | 15  | 1             | 0             | 1             | 0             | —             | — | —        | —        | —        |          |          |
| 1999/2000    | Torpedo Jaroslavl-2   | 3.RSL        | 43  | 9             | 14            | 23            | 38            | —             | — | —        | —        | —        |          |          |
| 2000/2001    | Lokomotiv Jaroslavl   | RSL          | 10  | 0             | 0             | 0             | 2             | —             | — | —        | —        | —        |          |          |
| 2001/2002    | Lokomotiv Jaroslavl-2 | 3.RSL        | 2   | 1             | 0             | 1             | 18            | —             | — | —        | —        | —        |          |          |
| 2001/2002    | Lokomotiv Jaroslavl   | RSL          | 37  | 3             | 8             | 11            | 30            | —             | — | —        | —        | —        |          |          |
| 2002/2003    | Lokomotiv Jaroslavl   | RSL          | 26  | 3             | 6             | 9             | 12            | 6             | 1 | 0        | 1        | 0        |          |          |
| 2003/2004    | Lokomotiv Jaroslavl-2 | 3.RSL        | 13  | 5             | 10            | 15            | 12            | —             | — | —        | —        | —        |          |          |
| 2003/2004    | Lokomotiv Jaroslavl   | RSL          | 29  | 4             | 6             | 10            | 28            | 3             | 0 | 0        | 0        | 6        |          |          |
| 2004/2005    | Lokomotiv Jaroslavl   | RSL          | 56  | 10            | 10            | 20            | 73            | 9             | 1 | 0        | 1        | 16       |          |          |
| 2005/2006    | Lokomotiv Jaroslavl   | RSL          | 43  | 7             | 15            | 22            | 70            | 11            | 0 | 0        | 0        | 8        |          |          |
| 2006/2007    | Lokomotiv Jaroslavl   | RSL          | 52  | 17            | 9             | 26            | 66            | 7             | 0 | 4        | 4        | 2        |          |          |
| 2007/2008    | Lokomotiv Jaroslavl   | RSL          | 56  | 9             | 17            | 26            | 84            | 15            | 3 | 6        | 9        | 41       |          |          |
| 2008/2009    | HK Dynamo Moskva      | KHL          | 52  | 14            | 13            | 27            | 48            | 12            | 0 | 4        | 4        | 10       |          |          |
| 2009/2010    | HK Dynamo Moskva      | KHL          | 44  | 4             | 9             | 13            | 46            | 4             | 0 | 0        | 0        | 4        |          |          |
| 2010/2011    | Atlant Mytišči        | KHL          | 54  | 5             | 10            | 15            | 50            | 24            | 4 | 3        | 7        | 49       |          |          |
| 2011/2012    | SKA Saint Petersburg  | KHL          | 53  | 11            | 8             | 19            | 58            | 15            | 3 | 7        | 10       | 6        |          |          |
| 2012/2013    | SKA Saint Petersburg  | KHL          | 43  | 3             | 3             | 6             | 22            | 9             | 1 | 2        | 3        | 12       |          |          |
| 2013/2014    | CSKA Moskva           | KHL          | 39  | 3             | 2             | 5             | 36            | 4             | 0 | 0        | 0        | 2        |          |          |
| 2014/2015    | Avangard Omsk         | KHL          | 37  | 1             | 4             | 5             | 34            | 5             | 0 | 0        | 0        | 7        |          |          |
| Celkem v RSL | Celkem v RSL          | Celkem v RSL | 309 | 53            | 71            | 124           | 365           | 51            | 5 | 10       | 15       | 73       |          |          |
| Celkem v KHL | Celkem v KHL          | Celkem v KHL | 322 | 41            | 49            | 90            | 294           | 73            | 8 | 16       | 24       | 90       |          |          |

## Reprezentace
| Rok                       | Tým                       | Soutěž                    | Z  | G | A | B | TM |
| ------------------------- | ------------------------- | ------------------------- | -- | - | - | - | -- |
| 2001                      | Rusko 20                  | MSJ                       | 7  | 0 | 2 | 2 | 14 |
| 2002                      | Rusko 20                  | MSJ                       | 7  | 0 | 2 | 2 | 14 |
| 2005                      | Rusko                     | MS                        | 6  | 1 | 0 | 1 | 0  |
| 2006                      | Rusko                     | OH                        | 2  | 0 | 0 | 0 | 2  |
| 2007                      | Rusko                     | MS                        | 9  | 0 | 3 | 3 | 12 |
| Juniorská kariéra celkově | Juniorská kariéra celkově | Juniorská kariéra celkově | 14 | 0 | 4 | 4 | 28 |
| Seniorská kariéra celkově | Seniorská kariéra celkově | Seniorská kariéra celkově | 17 | 1 | 3 | 4 | 14 |